# Jazon

Jazon est une série de bande dessinée créée par le scénariste et dessinateur belge Xav. Elle est éditée par Dargaud.

## Histoire
Jazon est un adolescent de plus ou moins 14 ans plutôt cool et tranquille. Mais il est entouré de personnages tous plus décalés les uns que les autres, qui représentent autant de source de gags : le père, par exemple, est un hypertendu colérique qui a l'art de provoquer des situations tout aussi tendues que lui...Il y a aussi Hervé, Lisa et Fred, ses meilleurs potes...doués pour les pires catastrophes.

## Albums
- Jazon Tome 1 : Le meilleur du pire, Dargaud, 2005, 48 p. (EAN 9782205054880)
- Jazon Tome 2 : Plage d'humour, Dargaud, 2007, 48 p. (EAN 9782205057690)